# Tecnologia de la membrana
La tecnologia de la membrana cobreix totes les mesures en el procés d'engineria per al transport de substàncies entre dues fraccions amb l'ajuda membranes semipermeables.

## Aplicacions

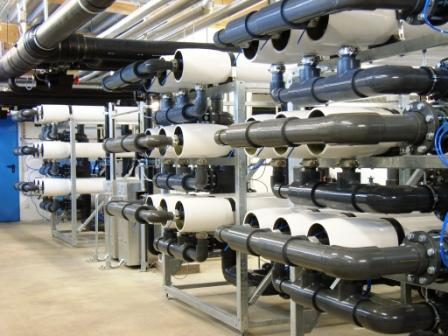
ultrafiltració en una piscina

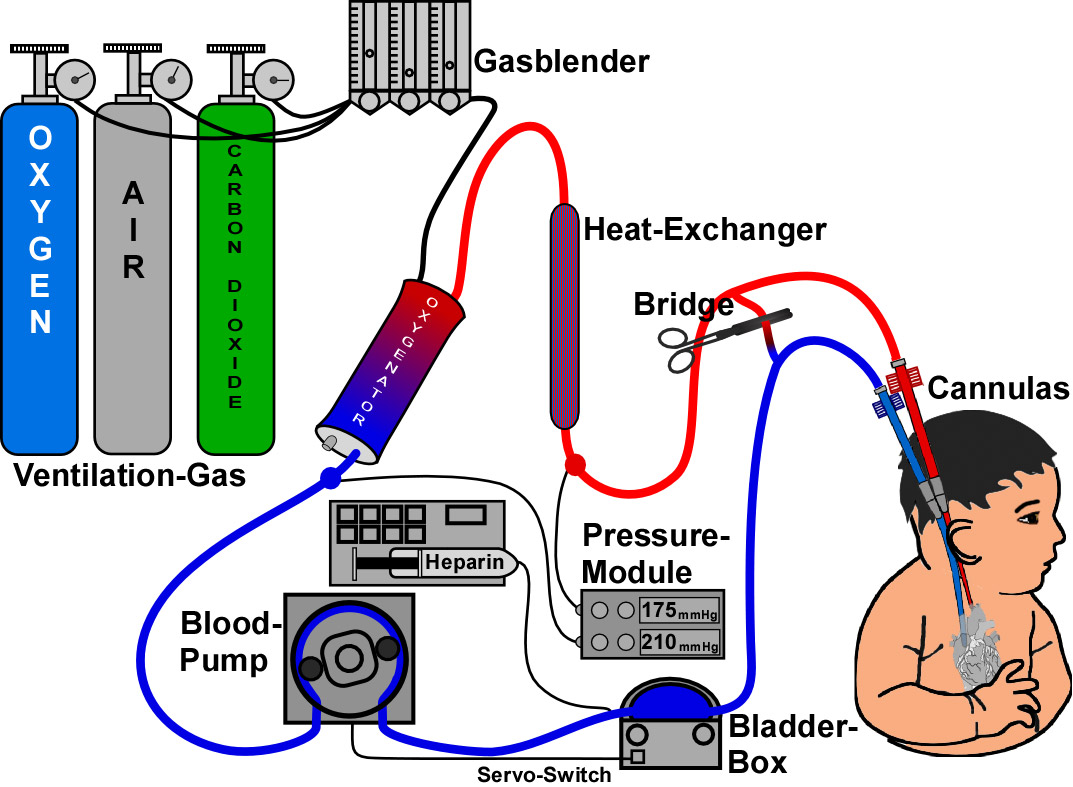
Esquema venoso-arterial ECMO

L'avantatge del procés de filtrar mitjançant membranes és que s'opera sense escalfar i amb ús de menys energia que en els processos convencionals com la destil·lació sublimació o cristal·lització. Per això aquests processos, purament físics, amb membranes s'han establert particularment en tecnologia dels aliments, biotecologia i indústria faramcèutica. A més es poden fer alguns processos amb membranes que no són possibles amb els altres mètodes de separació. Per exemple, la purificació domèstica de l'aigua per l'osmosi inversa abasta a tot el món amb uns 7 milions de metres cúbics cada any i amb l'ajuda de la ultrafiltració i microfiltració és possible treure partícules, col·loides i macromolècules i es poden desinfectar així les aigües residuals.
Aproximadament la meitat de les aplicacions comercials es fan en la medicina, com en el ronyó artificial en l'hemodiàlisi i en el pulmó artificial. també es fan servir les membranes per la protecció del medi ambient i en les piles de combustible o les instal·lacions d'energia per osmosi.

## Transferència de massa
Per la transferència de massa a la membrana, hi ha dos models bàsics: el model de difusió-solució (transport només per difusió) i el model hidrodinàmic (transport per convecció). En les membranes reals els dos models ocorren un al costat de l'altre, especialment durant la ultrafiltració.

## Operacions per membrana
Segons la força conductora de l'operació es pot distingir:
- Operacions conduïdes per la pressió
  - microfiltració
  - ultrafiltració
  - nanofiltració
  - osmosi inversa
  - separació de gas
  - pervaporació

- Operacions conduïdes per concentració
  - diàlisi
  - osmosi
  - osmosi directa

- operacions amb gradient potencial elèctric
  - electrodiàlisi
  - electròlisi de membrana
  - electroforesi

- operacions amb gradient de temperatura
  - destillació de membrana